# Éloizes
Éloizes est une ancienne revue acadienne de création littéraire mise sur pied à Moncton au Canada par l'Association des écrivains acadiens. Cette revue a fait paraître 32 numéros de 1980 à 2002.

## Description
Fondée par Pierre Berthiaume, Bernadette Landry, Dyane Léger, Henri-Dominique Paratte et Melvin Gallant, cette revue est « un des résultats du bouillonnement culturel en Acadie » et a encouragé l'émergence de multiples voix littéraires acadiennes. Elle a également mené des projets d'échanges avec d'autres communautés de la francophonie américaine (Ontario et Louisiane).

« La revue Éloizes a joué, dans le paysage littéraire acadien, un rôle déterminant : tant dans l’émergence d’une parole littéraire que dans la constitution d’un véritable discours sur la littérature en Acadie, cette revue a été un vecteur de légitimation. Elle a, en outre, permis l’éclosion d’une véritable communauté littéraire acadienne, laquelle s’étendait à des auteurs amis de l’Acadie et à des littératures cousines, issues de contextes francophones minoritaires. La revue Éloizes participa ainsi à l’histoire littéraire acadienne, en tant que sismographe des tensions de l’époque, mais aussi en tant que laboratoire des nouvelles pratiques ». »

« La revue acadienne Éloizes, qui a été publiée à Moncton de 1980 à 2002, nous donne à voir l’importance cruciale que peuvent prendre parfois les revues de création littéraire dans le mouvement d’émergence et d’affirmation des littératures. »